# 红花栝楼
红花栝楼（学名：Trichosanthes rubriflos），为葫芦科栝楼属下的一个植物种。